# Bollaram
Bollaram es una ciudad censal situada en el distrito de Sangareddy en el estado de Telangana (India). Su población es de 34667 habitantes (2011). 

## Demografía
Según el censo de 2011 la población de Bollaram era de 34667 habitantes, de los cuales 19385 eran hombres y 15282 eran mujeres. Bollaram tiene una tasa media de alfabetización del 72,82%, superior a la media estatal del 67,02%: la alfabetización masculina es del 80,43%, y la alfabetización femenina del 62,89%.